# Шаинский, Владимир Яковлевич
Влади́мир Я́ковлевич Шаи́нский (12 декабря 1925, Киев, Украинская ССР, СССР — 25 декабря 2017, Сан-Диего, Калифорния, США) — советский и российский композитор, пианист, певец, скрипач, музыкальный педагог; народный артист РСФСР (1986), лауреат Государственной премии СССР (1981) и премии Ленинского комсомола (1980).
Известен как автор множества популярных песен и песен для детей, в том числе музыки для мультфильмов про Чебурашку и Крокодила Гену.

## Биография
Родился 12 декабря 1925 года в Киеве в еврейской семье. С 1936 года занимался по классу скрипки в музыкальной школе-десятилетке при Киевской консерватории, однако начавшаяся Великая Отечественная война прервала учёбу, и в 1941 году семья была эвакуирована в Ташкент. Продолжил музыкальное образование в Ташкентской консерватории, в которой учился до призыва в ряды РККА в 1943 году. Проходил военную службу в полку связи в Средней Азии, там же начал писать музыку.
После войны в 1945 году поступил в Московскую консерваторию имени П. И. Чайковского на оркестровый факультет, параллельно подрабатывая скрипачом в ресторане. С 1949 года по 1952 год работал скрипачом в оркестре Леонида Утёсова. Затем преподавал игру на скрипке в музыкальной школе (1952—1954), а в период с 1954 по 1962 год работал оркестровщиком, композитором и музыкальным руководителем различных эстрадных оркестров.
В 1962—1965 годах обучался на композиторском факультете Азербайджанской государственной консерватории имени У. Гаджибекова в классе народного артиста СССР К. А. Караева.
Шаинский самолично пришёл в эстрадную редакцию фирмы «Мелодия» и в качестве пробного задания сочинил «Антошку». В начале 70-х произведения «Голубой вагон» и «Учат в школе» обретают всесоюзную известность. Шаинский становится самым востребованным детским композитором и соавтором шлягеров («А он мне нравится», «Когда цвели сады», «Травы-травы», «Не плачь, девчонка», «Идёт солдат по городу» и др.).
Владимир Шаинский является автором «Гимна КВН».
В 1999 году возглавлял список «Всероссийской политической партии народа» на Выборах в Государственную думу.
Композитор жил и работал в Москве до 2000 года. С 2000 года жил в Израиле (Ашдод), в 2004 году переехал в США (Сан-Диего, Калифорния), где получил вид на жительство и написал музыку к двум американским мюзиклам. Имел двойное гражданство — Российской Федерации и Израиля. При этом маэстро отмечал: «В основном я всё-таки пишу для России. При всём желании, что бы я там ни выкамаривал, но всё равно — для России».
Владимир Шаинский был болен раком мочевого пузыря, перенёс несколько операций (в том числе основную, связанную с онкологическим заболеванием, в 2008 году). Владимир Яковлевич Шаинский скончался в два часа ночи 25 декабря 2017 года на 93-м году жизни, после продолжительной болезни в больнице Сан-Диего (Калифорния, США), куда его госпитализировали 15 декабря. Соболезнования родным и близким композитора выразили, в числе других, президент Беларуси Александр Лукашенко, тогдашний министр культуры России Владимир Мединский и мэр Москвы Сергей Собянин.
Изначально сообщалось о планах похоронить Владимира Шаинского в США. Но позднее представители Министерства культуры России и вдова композитора достигли договорённости о его захоронении в России. Прощание и гражданская панихида с Владимиром Шаинским состоялись в Московском доме композиторов 22 января 2018 года. Похоронен на Троекуровском кладбище (участок 21), где 10 июня 2021 года открыт памятник.

## Семья
- Отец — Яков Борисович (Янкель-Йосель Борухович) Шаинский, инженер-химик[20][7], заведующий лабораторией в ВНИИ ГИПРОКаучук[21][22], автор научных трудов.
- Мать — Ита Менделевна Шаинская (1898—1971)[23], микробиолог[7], работала научным сотрудником Киевского института микробиологии и эпидемиологии[6][24]; автор научных трудов.

Трижды был женат:
- Первая жена — Ася Бахиш-кызы Султанова (1923—2021), композитор.
- Вторая жена — Наталья Васильевна Шаинская (6 января 1950 — 9 мая 2020), умерла от COVID-19, работая медсестрой.
  - Сын — Иосиф Владимирович Шаинский (род. 21 октября 1971)[26], окончил МИРЭА, работает программистом.
    - Внучка — Алиса Иосифовна Шаинская (род. 26 сентября 2011 в Москве).
    - Внук — Марк Иосифович Шаинский (род. 6 декабря 2015 в Израиле).
- Третья жена — Светлана Владимировна Шаинская (род. 25 мая 1966)[26].
  - Сын — Вячеслав Владимирович Шаинский (род. 15 июня 1987)[26], звукорежиссёр, окончил Институт современного искусства. Живёт и работает в Москве.
  - Дочь — Анна Владимировна Шаинская (род. 1991), окончила Калифорнийский университет в Беркли.

## Общественная деятельность
- член Союза композиторов СССР (1966—1991)
- член Союза кинематографистов СССР (1974—1991)
- член Правления Центрального дома работников искусств (1972—2017)
- член Правления и Президиума Российского детского фонда с момента его основания в 1987 году
- член Московского фонда мира (1987—2017)
- президент Фонда памяти композитора Арно Бабаджаняна (1998—2017)
- 28 июня 2005 подписал письмо в поддержку приговора бывшим руководителям «ЮКОСа»[27]
- член партии «Единая Россия»[28]

## Творчество
Шаинский работал в различных музыкальных жанрах. Первыми произведениями композитора стали струнный квартет, написанный в 1963 году ещё в консерватории, и симфония, созданная в 1965 году. Позднее сочинил оперу для детей «Трое против Марабука» (1974 г.), несколько мюзиклов:
- «Аз, Буки, Веди» (1975, либретто и стихи Михаила Пляцковского),
- «Путешествие Нильса» (1984, по сказке Сельмы Лагерлёф, стихи Роберта Рождественского),
- «Восьмое чудо света» (1985),
- «Лифт» (1987),
- «Джельсомино и пираты» (1988, либретто и стихи А. Гангова),
- «По сказкам и континентам» (1989),
- «Рэкет» (1993, либретто и стихи А. Гангова),
- «Жених для приданого» (1994, либретто и стихи А. Гангова).

Написал музыку к ряду песен на стихи советских поэтов на идише, в частности Иосифа Керлера, Мойше Тейфа и Арона Вергелиса. Как признавался композитор, многие его мелодии навеяны клезмером. Кроме того, в мелодиях и аранжировке его песен заметно влияние венской классической школы.
Наибольшую же известность Шаинскому принесли созданные им мелодии для популярных художественных и мультипликационных фильмов. Среди них кинокартины «Анискин и Фантомас», «И снова Анискин», «Завтрак на траве», «Школьный вальс», «Финист — ясный сокол», «Пока бьют часы», документальный фильм «Шаги истории», мультфильмы «Чебурашка», «Шапокляк», «Катерок», «Крошка Енот», «Трям! Здравствуйте!», музыкальные сказки «2 × 2 = 4», «Площадь картонных часов» и многие другие. Песни Чебурашки, крокодила Гены и старухи Шапокляк из мультфильмов Романа Качанова стали любимыми для нескольких поколений взрослых и детей.

### Детские песни
- «АБВГДейка» (Э. Успенский) — исполняют ВК «Аккорд», «Непоседы»
- «Антошка» (Ю. Энтин) — исполняют Мария Лукач, Большой детский хор Всесоюзного радио и Центрального телевидения (солист Сергей Парамонов)
- «Белые кораблики» (Л. Яхнин) — исполняет Клара Румянова
- «В мире много сказок» (Ю. Энтин) — исполняет Клара Румянова
- «Весёлая фуга» (вокализ) — исполняет Большой детский хор Всесоюзного радио и Центрального телевидения
- «Весёлая карусель» (Ю. Энтин) — исполняет Клара Румянова
- «Вместе весело шагать» (М. Матусовский) — исполняет Большой детский хор Всесоюзного радио и Центрального телевидения (солист — Дима Голов)
- «Голубой вагон» (Э. Успенский) — исполняют Владимир Ферапонтов, Большой детский хор Всесоюзного радио и Центрального телевидения (солист Сергей Парамонов)
- «Дважды два — четыре» (М. Пляцковский) — исполняют Эдуард Хиль, Большой детский хор Всесоюзного радио и Центрального телевидения (солист — Миша Дульский)
- «Если б не было школ» (Ю. Энтин) — исполняет Ирина Муравьёва
- «Игра» (Р. Рождественский) — исполняет Большой детский хор Всесоюзного радио и Центрального телевидения (солист — Дима Викторов)
- «Когда мои друзья со мной» (М. Танич) — исполняют Большой детский хор Всесоюзного радио и Центрального телевидения (солист Дима Голов), «Непоседы», Лев Барашков
- «Крейсер „Аврора“» (М. Матусовский) — исполняют Мария Виноградова и мужской хор, Большой детский хор Всесоюзного радио и Центрального телевидения (солист Виталик Николаев) Хор Александрова (солист Евгений Беляев), Эдуард Хиль
- «Кузнечик» (Н. Носов) — исполняет младшая группа Большой детский хор Всесоюзного радио и Центрального телевидения (солист — Андрей Орехов), Клара Румянова
- «Ловите крокодилов» (М. Танич) — исполняет Игорь Скляр
- «Наша мама» (В. Попков)
- «Не поётся птицам» (М. Пляцковский) — исполняет Олег Попов
- «Небылицы» (Ю. Энтин) — исполняют Владимир Винокур и детский хор «Весна», Владимир Шаинский и детский хор п/у сестер Радченко
- «Облака — белогривые лошадки» (С. Козлов) — исполняют Клара Румянова, Валерия, «Ключи»
- «Ожившая кукла» (С. Алиханов и А. Жигарев) — исполняет Катя Суржикова, Ирина Уварова, Марыля Родович, Наташа Королёва
- «Первоклашка» (Ю. Энтин) — исполняет Большой детский хор Всесоюзного радио и Центрального телевидения (солисты — Оля Королькова и Саша Федорко)
- «Песенка крокодила Гены» (А. Тимофеевский) — исполняют Владимир Ферапонтов, Большой детский хор Всесоюзного радио и Центрального телевидения (солист — Серёжа Парамонов)
- «Песенка мамонтёнка» (Д. Непомнящая) — исполняет Клара Румянова
- «Песенка о ремонте» (М. Пляцковский)
- «Песенка про моржей» (И. Шаферан)
- «Песенка рыжехвостенькой» (М. Пляцковский) — исполняет Алла Пугачёва
- «Песенка строителей» (Э. Успенский)
- «Песенка Ослика» (Е. Лемехова) — исполняет Т. Веселкина
- «Песенка Бабочки» (Е. Лемехова) — исполняет Э. Блёданс
- «Песенка Крокодила» (Е. Лемехова) — исполняет А. Никулин
- «Песенка Мамы» (Е. Лемехова) — исполняет И. Зайцева
- «Песенка Барсука» (Е. Лемехова) — исполняет В. Бадов
- «Песенка Гусеницы» (Е. Лемехова) — В. Пьер-Мари
- «Песня Чебурашки» (Э. Успенский) — исполняет Клара Румянова
- «Песня Шапокляк» (Э. Успенский) — исполняет Ирина Мазинг
- «Песня бобрят» (Ю. Энтин)
- «Песня о Володе Дубинине» (Н. Олев) — исполняет Большой детский хор Всесоюзного радио и Центрального телевидения (солист — Серёжа Парамонов)
- «Песня о цирке» (М. Пляцковский) — исполняет Олег Попов
- «Песня про папу» (М. Танич) — исполняет Большой детский хор Всесоюзного радио и Центрального телевидения (солист — Дима Викторов)
- «Пионеры-пионерия» (М. Пляцковский) — исполняет Большой детский хор Всесоюзного радио и Центрального телевидения
- «По секрету всему свету» (М. Танич) — исполняет Большой детский хор Всесоюзного радио и Центрального телевидения (солист — Дима Викторов)
- «Пропала собака» (А. Ламм) — исполняют Людмила Гурченко и Лена Могучева, Большой детский хор Всесоюзного радио и Центрального телевидения (солистка — Лена Могучева)
- «Радионяня» (Э. Успенский) — исполняют Александр Лившиц и Александр Левенбук
- «Рассвет-чародей» (М. Пляцковский) — исполняют Геннадий Белов, ВИА «Пламя», Большой детский хор Всесоюзного радио и Центрального телевидения (солистка — Марина Самышкина)
- «Улица Сезам» (Ю. Энтин)
- «Улыбка» (М. Пляцковский) — исполняют Клара Румянова, Большой детский хор Всесоюзного радио и Центрального телевидения (солист Серёжа Парамонов)
- «Фотокарточка „Артека“» (М. Пляцковский)
- «Чему учат в школе» (М. Пляцковский) — исполняют Эдуард Хиль, Большой детский хор Всесоюзного радио и Центрального телевидения (солист — Миша Дульский)
- «Чунга-Чанга» (Ю. Энтин) — исполняют Аида Ведищева и Анатолий Горохов
- «Колобок» — исполняют Лариса и Валерий Панковы, детский хор (оригинальная песня «Чунга-Чанга» — из мультфильма «Катерок»): рекламу транслировали в 90-х и 2000-х годах

### Другие известные песни
Владимир Шаинский написал более 300 песен, многие из которых стали популярными (в скобках указаны авторы слов):
- «А в Подмосковье» (Э. Успенский) — исп. Майя Кристалинская, Игорь Крутой
- «А лес стоит загадочный» (В. Фельдман) — исп. Людмила Зыкина, Людмила Гурченко, Галина Ненашева
- «А он мне нравится» (А. Жигарев) — исп. Анна Герман, Эдита Пьеха, Юлия Михальчик, Марина Девятова
- «А я люблю» (В. Харитонов) — исп. Вадим Мулерман, Эдуард Хиль
- «Аджимушкай» (Б. Дубровин) — исп. Сергей Захаров, «Хор Турецкого»
- «Ах, Наташа!» (Л. Ошанин) — исп. Аида Ведищева, Валентина Толкунова, Виктор Рыбин
- «Багульник» (И. Морозов) — исп. Юрий Петерсон, Тамара Миансарова, Верка Сердючка
- «Белые крылья» (В. Харитонов) — исп. Валерий Ободзинский, ВИА «Пламя», Сергей Кочемазов, Иосиф Кобзон, Леонид Сметанников, Михаил Иноземцев, Михаил Поплавский, Валерий Дурандин, группа «Дюна», Анна Герман
- «Берёза белая» (Л. Овсянникова) — исп. Лаки Кесоглу, Лев Лещенко
- «Бумажный голубь» (Р. Губин) — исп. Владимир Шаинский, Нина Савичева, «Бурановские бабушки»
- «Будет завтра лучше, чем вчера» (В. Алёнин) — исп. Мария Пахоменко, Григорий Лепс
- «Весёлый марш» (В. Харитонов) — исп. Юрий Гуляев, Эдуард Хиль, Елена Терлеева
- «Взрослые и дети» (М. Танич) — исп. Ирина Муравьёва, «Непоседы», Борис Моисеев
- «Глубина» (Ю. Энтин) — исп. Вера Васильева и Михаил Пуговкин
- «Гололёд» (М. Пляцковский) — исп. Людмила Зыкина, Владимир Макаров, Маша Распутина
- «Две звезды» (Б. Дубровин) — исп. Владимир Шаинский, Николай Соловьёв
- «Детектив» (М. Танич) — исп. Тынис Мяги, Карина Кокс
- «Детство» (А. Осипова) — исп. Нина Бродская, Вадим Мулерман, Аида Ведищева
- «Дорога железная» (М. Пляцковский) — исп. ВИА «Пламя», Геннадий Ветров
- «Дрозды» (С. Островой) — исп. Эмиль Горовец, Анатолий Александрович, Геннадий Белов, ВИА «Песняры», Иосиф Кобзон, Алла Пугачёва, квартет «Гая», Лаки Кесоглу, Геннадий Каменный
- «Дружба — Фройндшафт» (В. Урин) — исп. ВИА «Самоцветы», была популярна в ГДР[32]
- «Если мы войну забудем» (Р. Рождественский) — исп. Иосиф Кобзон, Владимир Шаинский, Юрий Антонов
- «Если станешь песней» (М. Пляцковский) — исп. Эмиль Горовец, Нелли Богуславская, Анита Цой
- «Есть посёлок такой» (М. Пляцковский) — исп. Владимир Макаров, «Дискотека Авария»
- «Женские руки» (Р. Гамзатов) — исп. Лев Лещенко, Андрей Губин
- «Идут по БАМу поезда» (Р. Рождественский) — исп. Иосиф Кобзон, Олег Газманов
- «Идёт солдат по городу» (М. Танич) — исп. ВИА «Пламя», Лев Лещенко, «Блестящие», Алексей Гоман
- «Как бы мне влюбиться» (Б. Брянский) — исп. Аида Ведищева, Алла Пугачёва, Ирина Салтыкова, Лили Иванова
- «Когда растаяли снега» (М. Рябинин) — исп. Лев Лещенко, Сати Казанова
- «Когда цвели сады» (М. Рябинин) — исп. Анна Герман, Лада Дэнс, Анна Резникова, Татьяна Буланова, Зара, Галина Невара, Ю. Июль (на чувашском языке), Максим Чигинцев (гитара)
- «Колосок золотой» (И. Шаферан) — исп. ВИА «Пламя», «Ногу свело»
- «Лада» (М. Пляцковский) — исп. Вадим Мулерман, Мурат Насыров, Эдуард Хиль
- «Любви негромкие слова» (Б. Дубровин) — исп. Анна Герман, Муслим Магомаев, Елена Никитина, Галина Улётова, Галина Невара, Вероника Пегасий, Ирина Яскович
- «Люблю я таинство ночей» (Л. Галковская) — исп. Валерий Леонтьев
- «Мы начинаем КВН» (Б. Салибов) — исп. Владимир Шаинский, Ольга Орлова
- «На дальней станции сойду» (М. Танич) — исп. Геннадий Белов, ВИА «Пламя», «Самоцветы», «Гражданская оборона», Стас Костюшкин
- «Наедине со всеми» (А. Поперечный) — исп. Валерий Леонтьев
- «Невеста» (М. Рябинин) — исп. Анна Герман, Мария Пахоменко с дочерью Натальей
- «Не плачь, девчонка» (В. Харитонов) — исп. Эдуард Хиль, Лев Лещенко, Иосиф Кобзон, Сергей Михалок, Хор Александрова
- «Небо детства» (Р. Казакова) — исп. Ольга Зарубина и Михаил Боярский, Андрей Разин
- «Ну почему ко мне ты равнодушна» (М. Матусовский) — исп. Андрей Миронов, Юрий Пузырёв
- «Обручальное кольцо» (М. Рябинин) — исп. ВИА «Лейся, песня», «Самоцветы», Любовь Успенская, Жасмин
- «Рассвет-чародей» (М. Пляцковский) — исп. Геннадий Белов, Валерий Меладзе, «Пламя», Большой детский хор Всесоюзного радио и Центрального телевидения
- «Родительский дом» (М. Рябинин) — исп. Лев Лещенко, Ирина Лукьянова, Оксана Богословская, Ирина Яскович
- «Рыбка золотая» (М. Львовский) — исп. Евгений Головин, Владимир Шаинский, Елена Ваенга
- «Рябина» (В. Харитонов) — исп. София Ротару, группа Стаса Намина и Оксана Почепа
- «Смешной паренёк» (В. Аленин) — исп. Аида Ведищева
- «Столица комсомольских городов» (Ф. Чуев) — исп. Лев Лещенко, Николай Расторгуев
- «Травы, травы…» (И. Юшин) — исп. Геннадий Белов, Юрий Шевчук
- «Ты опоздал» (А. Жигарев) — исп. Анна Герман
- «Уголок России» (Е. Шевелёва) — исп. Валентина Толкунова, «Песняры», «Самоцветы»
- «Цыганский хор» (И. Резник) — исп. Алла Пугачёва
- «Через две зимы» (М. Пляцковский) — исп. Араик Бабаджанян, Юрий Богатиков, ВИА «Самоцветы», «Лейся, песня», Марина Хлебникова
- «Чёрный кофе» (А. Алшутов) — исп. Аида Ведищева
- «Шахматная королева» (сл. Л. Рубальская) — исп. Наталья Рожкова
- «Я помню всё, а ты забудь» (А. Жигарев) — исп. Анна Герман
- «Я у мамы одна» (В. Харитонов) — исп. Лариса Мондрус

### Дискография
Диски-гиганты (LP), выпущенные всесоюзной фирмой грампластинок «Мелодия»:
1975 — «Владимир Шаинский. Песни»
1978 — «В. Шаинский. Всем, всем, всем… Песни для детей»
1982 — «Песни моей души. Владимир Шаинский»
1985 — «Владимир Шаинский. Аз, Буки, Веди… Музыкальная комедия».

## Фильмография

### Композитор
Музыка к мультфильмам
- 1969 — Антошка
- 1969 — Что такое хорошо и что такое плохо
- 1969 — Ну, погоди!
- 1970 — Катерок
- 1970 — Бобры идут по следу
- 1970 — Маленькие недоразумения
- 1971 — Чебурашка
- 1971 — Снежные люди
- 1971—1973 — Приключения Незнайки и его друзей
- 1972 — Мама
- 1973 — Аврора
- 1973 — Песня о дружбе
- 1974 — Шапокляк
- 1974 — Крошка Енот
- 1976 — 38 попугаев
- 1976 — Незнайка в Солнечном городе. Превращения начинаются
- 1977 — Бабушка Удава
- 1977 — Как лечить Удава
- 1977 — Куда идёт Слонёнок
- 1978 — Привет Мартышке
- 1978 — Кто получит ананас?
- 1980 — Трям! Здравствуйте!
- 1981 — Однажды утром
- 1981 — Мама для мамонтёнка
- 1982 — Далеко-далеко на юге
- 1983 — Чебурашка идёт в школу
- 1985 — Великое закрытие
- 1986 — Чудеса техники
- 1987 — Колодец
- 2000 — Чудо-замок
- 2000 — Чего на свете нету (композитор, вокал: Крокодил Гена / Мужские хоры)
- 2001 — Дора-дора-помидора
- 2013 — Чебурашка

Музыка к художественным фильмам
- 1974 — Анискин и Фантомас
- 1974 — Финист — Ясный Сокол
- 1975 — Охотник за браконьерами
- 1976 — Пока бьют часы
- 1976 — По секрету всему свету
- 1976 — Весенний призыв
- 1976 — Шаги истории (документальный)
- 1978 — И снова Анискин
- 1978 — Школьный вальс
- 1978 — Расписание на послезавтра
- 1979 — Завтрак на траве
- 1979 — Удивительные приключения Дениса Кораблёва
- 1982 — 4:0 в пользу Танечки
- 1983 — Утро без отметок
- 1985 — Дайте нам мужчин!
- 1985 — Внимание! Всем постам…
- 1986 — Зловредное воскресенье
- 2012 — Анна Герман. Тайна белого ангела (автор музыкальной основы финальной темы (песня «Когда цвели сады»)

### Актёр
| Год  |   | Название                    | Роль                   |
| ---- | - | --------------------------- | ---------------------- |
| 1999 | ф | Восемь с половиной долларов | Лёсик из Лос-Анджелеса |
| 2000 | ф | ДМБ                         | генерал-ветеран        |
| 2001 | с | Кошкин дом                  | генерал-ветеран        |

## Награды и звания
Государственные награды:
- Медаль «За победу над Германией в Великой Отечественной войне 1941—1945 гг.» (1945)
- Юбилейная медаль «Тридцать лет Победы в Великой Отечественной войне 1941—1945 гг.» (1975)
- Заслуженный деятель искусств РСФСР (1978)
- Медаль «За трудовую доблесть» (14 ноября 1980) — за большую работу по подготовке и проведению Игр XXII Олимпиады[33]
- Премия Ленинского комсомола (1980) — за песни для детей
- Государственная премия СССР (1981) — за песни последних лет для детей и юношества
- Народный артист РСФСР (1986)
- орден Дружбы (28 декабря 1995) — за заслуги перед государством, многолетнюю плодотворную деятельность в области культуры и искусства[34]
- орден Почёта (11 октября 2001) — за многолетнюю плодотворную деятельность в области культуры и искусства, большой вклад в укрепление дружбы и сотрудничества между народами[35]
- орден «За заслуги перед Отечеством» IV степени (12 декабря 2005) — за большой вклад в развитие отечественного музыкального искусства и многолетнюю творческую деятельность[36]

Другие награды, премии, поощрения и общественное признание:
- Серебряная медаль Германо-советской дружбы (1971)
- Многократный лауреат телефестиваля «Песня года» (с 1971 года)
- Золотая медаль Германо-советской дружбы (1972)
- Золотая медаль Польско-советской дружбы (1973)
- Нагрудный знак «За заслуги перед польской культурой» (Польша, 1974)
- нагрудный знак ЦК ВЛКСМ «За активную работу в комсомоле» (1975)
- Лауреат «Премии искусства» (ГДР, 1976)
- Приз имени И. О. Дунаевского от телефестиваля «Песня года» (1998)
- Благодарность президента Российской Федерации (12 декабря 2010) — за большой вклад в развитие отечественной культуры и многолетнюю творческую деятельность[37]
- Лауреат ряда отечественных и международных конкурсов песен

## Память
Творчеству и памяти композитора посвящены документальные фильмы и телепередачи:
- «Владимир Шаинский. „Прилетит вдруг волшебник…“» («Первый канал», 2010)[38]
- «„Раскрывая тайны. Звёзды“: Владимир Шаинский» («Москва 24», 2015)[39]
- «Владимир Шаинский. „Легенды музыки“» («Звезда», 2018)[40]
- «„Песни нашего кино“: вечная молодость Владимира Шаинского» («Москва 24», 2019)[41]
- «Владимир Шаинский. „Последний день“» («Звезда», 2020)[42]
- «Владимир Шаинский. „Песня — шлягер, если её поют гуляки“» («Мир», 2020)[43]